# Zgornji Duplek
Zgornji Duplek – wieś w Słowenii, w gminie Duplek. W 2018 roku liczyła 1794 mieszkańców.